# Eckart Walger

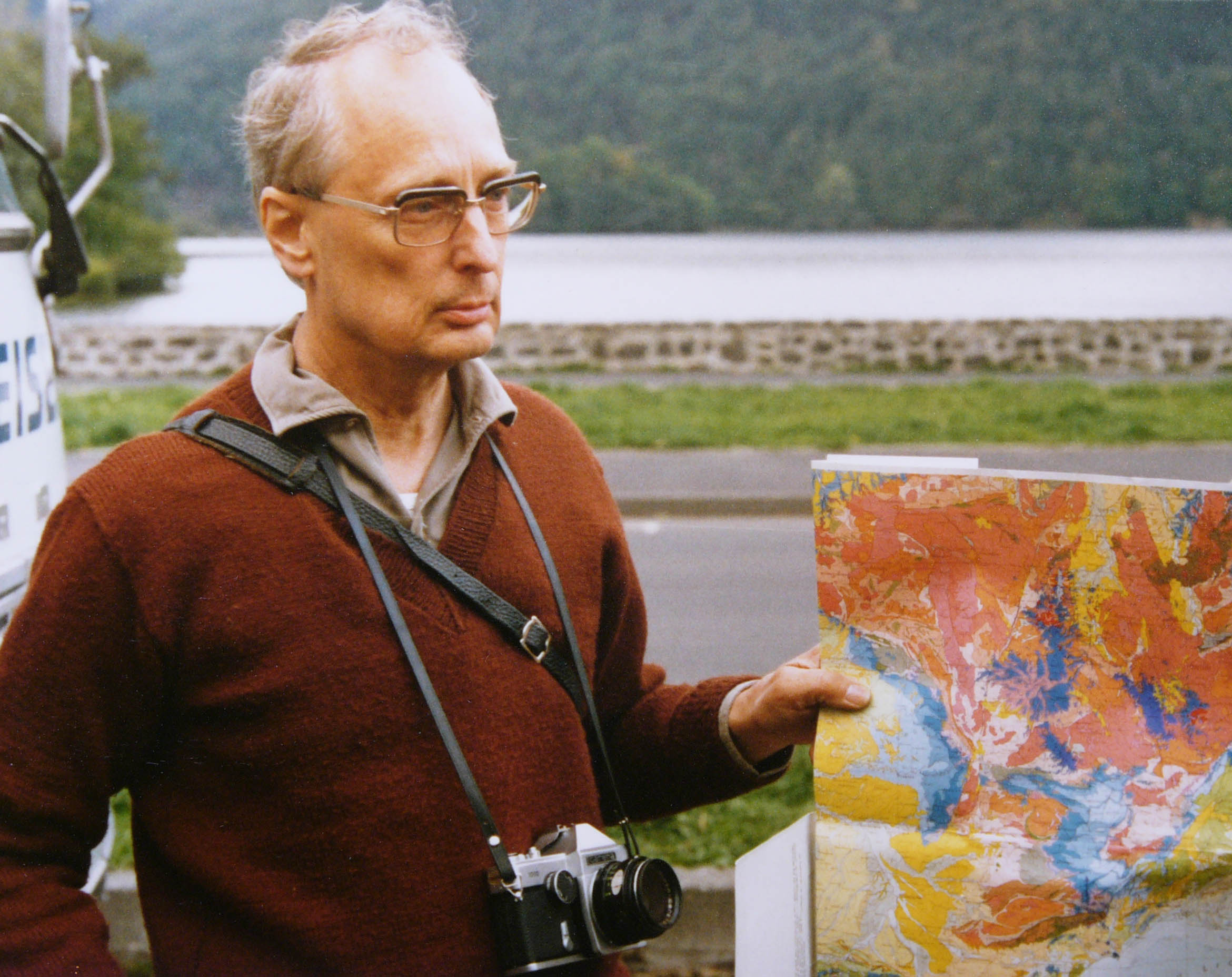
Eckart Walger 1979 auf einer Exkursion in Südfrankreich

Eckart Walger (* 6. Januar 1924 in Darmstadt; † 8. Februar 2003 in Kiel) war ein deutscher Geologe und Hochschullehrer an der Christian-Albrechts-Universität zu Kiel.

## Leben
In Darmstadt geboren, entstammt Walger einer Lehrerfamilie. Er studierte Geologie und Paläontologie von 1942 bis 1953 an der TH Darmstadt, unterbrochen von Wehrdienst und Kriegsgefangenschaft von 1943 bis 1947. Seine Diplomarbeit mit dem Titel Ein Beitrag zur geologischen Spezialkartierung des Blattes Alzey führte ihn zu einem seiner zentralen Forschungsthemen, den Achaten, das sich in seiner Doktorarbeit fortsetzte. Er promovierte 1958 bei Professor Tröger mit einer Dissertation Über die postmagmatischen Umwandlungserscheinungen an den Melaphyren des Pfälzer Berglandes.
Walger war anschließend wissenschaftlicher Assistent, zunächst am Institut für Geologie und Technische Gesteinskunde an der TH Darmstadt von 1953 bis 1956, später auf Einladung von Professor Eugen Seibold am Institut für Geologie und Paläontologie der Universität Tübingen von 1956 bis 1958 und ab dem 29. Juni 1958 am Geologisch-Paläontologischen Institut der Universität Kiel. In der von Eugen Seibold neu begründeten meeresgeologischen Forschungsgruppe spezialisierte sich Walger auf die Sedimentologie, insbesondere die Korngrößenanalyse mit dem Forschungsfeld Ostsee. Seine Arbeiten von 1961 und 1965 lieferten eine erschöpfende und noch heute aktuelle Darstellung zur Methodik und Sedimentbewegung mit einem ausführlichen mathematischen Hintergrund.
Seine Habilitationsschrift fertigte Walger über die Transportprozesse von Strandsanden an. Die Arbeit war als Feldexperiment angelegt und lieferte detaillierte Erkenntnisse zur Korngrößenverteilung und den zur Korngemeinschaft gehörenden Schwermineralen. Die Grundlage war die mathematisch strenge Anwendung des Äquivalenzprinzips, das die Fallgeschwindigkeit von Sedimentkörnern im Verhältnis zu Korngröße und Dichte definiert.
Die große Zahl untersuchter Sedimentproben mit neuen Methodiken, u. a. mit der von Walger entwickelten Sedimentationswaage und dem am Institut eingerichteten Strömungskanal machte eine elektronische Datenverarbeitung unerlässlich. Diese führte Walger bereits in den 70er Jahren in der Meeresgeologie ein und wurde Grundlage für viele folgende sedimentologische Arbeiten und Projekte. Walger war nach Indienststellung des Forschungsschiffes Meteor an zahlreichen Expeditionen, u. a. mit Eugen Seibold beteiligt.

## Schriften
- Das Vorkommen von Uruguay-Achaten bei Flonheim in Rheinhessen, seine tektonische Auswertung und seine Bedeutung für die Frage nach der Achatbildung. Jahresberichte und Mitteilungen des Oberrheinischen Geologischen Vereins, 36:20-31, Stuttgart (1954), doi:10.1127/jmogv/36/1954/20.
- Die Korngrößenverteilung von Einzellagen sandiger Sedimente und ihre genetische Bedeutung. Geologische Rundschau, 51:494-507 (1961), doi:10.1007/BF01820015.
- Zur Darstellung von Korngrößenverteilungen. Geologische Rundschau, 54: 976-1002 (1965), doi:10.1007/BF01820768.
- Der äolische Sandstrom aus der W-Sahara zur Atlantikküste. Geologische Rundschau, 63:1065-1087, zus. mit M. Sarnthein (1974), doi:10.1007/BF01821323.
- Teilkarten in Geological-Geophysical Atlas of the Indian Ocean. International Indian Ocean Expedition, Moskau, zus. mit E. Seibold, M. Hartmann & M. Sarnthein (1975).